# Vista della Penha de França (Tommaso dell'Annunciazione)
Vista da Penha de França è un dipinto a olio su tela realizzato nel 1857 dall’artista portoghese del Romanticismo Tomás da Anunciação (1818-1879), attualmente conservato presso il Museo Nazionale d'Arte Contemporanea di Lisbona.
Considerato dai suoi contemporanei il maestro della generazione romantica, Tomás da Anunciação aveva concorso nel 1852 per il posto di professore supplente della cattedra di Paesaggio presso l'Accademia di Belle Arti con l'opera Vista da Amora, paisagem com figuras. Fu nominato professore titolare nel 1858, una nomina alla quale contribuì la realizzazione di Vista da Penha de França.

## Descrizione
Si tratta chiaramente di un dipinto di paesaggio. L'opera raffigura una veduta della Lisbona rurale di metà Ottocento, con sullo sfondo, quasi al centro del dipinto, l'antico convento dell'Ordine di Sant'Agostino, situato sulla collina di Penha de França, che si staglia su un orizzonte luminoso. Questa vista lontana è scenograficamente incorniciata da tre grandi alberi in primo piano, le cui ombre si proiettano sul terreno. Oltre di essi, nel prato illuminato, si distinguono due buoi e una contadina seduta che li sorveglia.
L'opera entrò a far parte della collezione dell'ex Museo Nazionale di Belle Arti e Archeologia (oggi MNAA) nel 1884.